# Kapaealakona
Kapaealakona (Kapae-a-Lakona o Kapea-a-Lakona; c. segle 14) fou el cap d'Oahu, una illa de Hawaii. Se li esmenta en els cants. Va governar al segle xiv (el més probable).

## Família
Kapae fou el fill del cap Lakona d'Oahu i de la dama Alaʻikauakoko (la filla de Pokai i Hineuki).
Va ser membre de la Dinastia de Maweke de Tahití.
Kapae estava casat amb una dona anomenada Wehina; els pares no es coneixen avui dia. El seu fill era el cap Haka d'Oahu.
Després de la mort del seu pare, Kapae es va convertir en un cap.